# Koothanahalli, Chik Ballapur
Koothanahalli là một làng thuộc tehsil Chik Ballapur, huyện Kolar, bang Karnataka, Ấn Độ.